# One Wall Centre
Das One Wall Centre ist das sechsthöchste Gebäude der kanadischen Stadt Vancouver. Es ist 150 Meter hoch und hat 48 Stockwerke, die Adresse lautet 1088 Burrard Street. Das Gebäude wurde 2001 fertiggestellt, das verantwortliche Architekturbüro Busby and Associates Architects erhielt im selben Jahr den Emporis Skyscraper Award für den besten neuen Wolkenkratzer in Bezug auf Design und Funktionalität.
Die unteren 27 Stockwerke sind ein Hotel, das Sheraton Vancouver Wall Centre der Kette Sheraton mit 347 Zimmern (zusammen mit dem angrenzenden Gebäude 765 Zimmer). Die Stockwerke 28 bis 30 gehören einem weiteren Hotel, dem Club Intrawest Resort. Die obersten 17 Stockwerke sind von Eigentumswohnungen belegt. Alle 48 Stockwerke werden durch acht Aufzüge angefahren.
Das Fundament reicht 23 Meter weit in den Boden, so tief wie bei keinem anderen Gebäude in Vancouver. Um die Bewegung des Gebäudes bei starkem Wind auszugleichen, verfügt das One Wall Centre über ein Dämpfungssystem im obersten Stockwerk. Dieses besteht aus zwei Wassertanks mit je 227.000 Litern.
Bis Januar 2009 war das One Wall Centre höchste Gebäude Vancouvers, wurde dann durch das 51 Meter höhere Living Shangri-La abgelöst und befindet sich noch heute auf dem sechsten Rang.